# Fort Indiantown Gap
Fort Indiantown Gap is een plaats (census-designated place) in de Amerikaanse staat Pennsylvania.

## Demografie
Bij de volkstelling in 2000 werd het aantal inwoners vastgesteld op 85.

## Geografie
Volgens het United States Census Bureau beslaat de plaats een oppervlakte van 49,2 km², waarvan 48,8 km² land en 0,4 km² water.

## Plaatsen in de nabije omgeving
De onderstaande figuur toont nabijgelegen plaatsen in een straal van 16 km rond Fort Indiantown Gap.